# Магадгаммараза Діпаті
Магадгаммараза Діпаті (*бірм. မဟာ ဓမ္မရာဇာ ဓိပတိး, 29 березня 1714  —13 жовтня 1754) — останній володар імперії Таунгу у 1733—1752 роках.

## Життєпис
Онук Саная, володаря імперії Таунгу. Четвертий син принца Танінганвая та його головної дружини Тхірі Магамінгаладеві. Народився 1714 року Через 3 місяці після цього його батько успадкував трон. Замолоду отримав у володіння Сінгу (в центральній частині держави). 1727 року став спадкоємцем після того, як три старші брати померли молодими.
1733 року після смерті батька успадкував трон. Становище було складним. Намісники великих провінцій були незадоволені замкнутою, оборонною політикою двору. Мони на півдні прагнули незалежності і чекали зручного моменту, щоб повстати. Гірські племена зазанавали податкового та політичного гноблення з боку чиновників. Водночас з рокурік все більлше турбували напади з боку Галіб Наваза, мейдінгу Маніпуру. 1638 року останній дійшов до столиці — Ава, ворог спалив Сікайн та спустошив важливу землеробську долину Чаусхе. З настанням дощів маніпурці відступили до сеюе, але шкода, завдана ними, була така велика і війська Таунгу були настільки пошарпані, що Магадгаммаразі Діпаті довелося перекинути військові сили з півдня для захисту столиці.
Скориставшись цим ТарАуннг, місцевий намісник, оголосив себе володарем Пегу. Монська знать, не бажаючи мати бірманського правителя, підняла заколот, вбивши того. Потім Махадхаммараза Діпаті призначив свого стрийка новим намісником Пегу Мін'є Аунгнаїна. Проте повстання монів не припинялося, охопивши Сиріам і Мартабан. Їх підтримали гве-шани, у XVI ст. переселенні з півночі. 1740 року повсталі оголосили про утворення незалежної держави Відроджене Гантаваді на чолі із Смімгто Буддакеті. Невдовзі армія того атакувала П'ї й Аву, але зазнало поразки, захопивши лише місто Таунгу з провінцією.
В свою чергу Тадо Мінхаунг, віцекороль П'ї, відвоював в монів Сиріам. Втім у 1742 році зазнав поразки, залишивши місто. Разом з тим повстали державні кріпаки, які захопили частину регіону Чаусхе. 1745 року армія Відродженого Гантаваді захопило провінцію П'ї. Втім володареві знову вдалося відбити напад Смімгто Буддакеті.
Запекла боротьба поновилася 1747 року. 1751 року вороже військо взяло в облогу Сійкайн і Аву. Столиця впала 22 березня 1752 року, а Магадгаммараза Діпаті потрапив у полон, його було відправлено до Пеґу. Втім Віроджене Гантаваді не змогло втриматися на захоплених землях. Того ж року там постала нова династія Конбаун на чолі із Алуанпаєю. 1754 року колишнього правителя було страчено в Пегу через підозру взмові.